# Sân bay Pajala
Sân bay Pajala là một sân bay ở Pajala, Thụy Điển (IATA: PJA, ICAO: ESUP).
Đường băng đã được kéo dài từ 880 m lên 2300 m năm 2007.

## Các hãng hàng không và các tuyến điểm
- BarentsAirLink (Luleå)

## Vận tải mặt đất
Khoảng các từ sân bay này đến Pajala là 15 km. Có thể đi bằng taxi và xe hơi. Có tuyến xe buýt số 46 Gällivare-Pajala dừng tại đường chính gần sân bay nhưng chỉ 2 lần 1 ngày.